# 193 Carinae
193 Carinae (I Carinae) é uma estrela na direção da Carina. Possui uma ascensão reta de 10h 24m 23.74s e uma declinação de −74° 01′ 53.6″. Sua magnitude aparente é igual a 3.99. Considerando sua distância de 53 anos-luz em relação à Terra, sua magnitude absoluta é igual a 2.94. Pertence à classe espectral F2IV.